# Список умерших в 1012 году

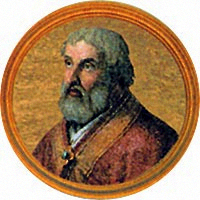
Сергий IV

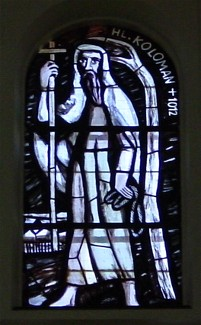
Коломан

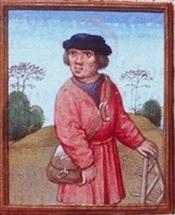
Гвидо Андерлехтский

В этой статье представлен список известных людей, умерших в 1012 году.
См. также: Категория:Умершие в 1012 году

## Апрель
- 1 апреля — Герман III — герцог Швабии с 1003 года
- 19 апреля — Альфедж — священномученик, Архиепископ Кентерберийский с 1006 года. Убит[1].

## Май
- 8 мая — Тедальд — граф Бреши (с 975), Модены, Феррары и Реджо (с 981), Мантуи (с 1006).
- 12 мая — Сергий IV — папа римский с 1009 года
- 18 мая — Иоанн II Кресценций — римский патриций из рода Кресценциев

## Июнь
- 9 июня — Тагино[нем.] — архиепископ Магдебурга (1004—1012)

## Август
- 12 августа — Вальтард[нем.] — архиепископ Магдебурга (1012)

## Сентябрь
- 12 сентября:
  - Гвидо Андерлехтский — бельгийский христианский святой, святой покровитель Андерлехта;
  - Юсуф ад-Даи — зейдитский имам Йемена (977—999; 1002—1012).

## Декабрь
- 22 декабря — Баха ад-Даула[англ.] — буидский амир Ирака (с 988 года), амир Фарса и Кермана (с 998)
- 28 декабря — Реджинфредо — итальянский прелат, Ординарий епархии Бергамо.

## Дата неизвестна или требует уточнения
- Гуго III Белый — Сеньор де Лузиньян с 950 или 967 года. (Умер около 1012 года).
- Иоанн IV[англ.] — герцог Гаэты с 1008 года.
- Кинтаро — японский легендарный герой
- Коломан (мученик) — римско-католический святой, национальный покровитель Австрии, покровитель путешественников и заступник за повешенных.
- Людовик Нижне-Лотарингский[англ.] — сын Карла I Лотарингского — последний законный наследник Каролингской династии (умер в тюрьме)
- Моросини, Иоанн[англ.] — венецианский аббат, основавший в Венеции монастырь Сан-Джорджо Маджоре
- Оттон II Нижнелотарингский — герцог Нижней Лотарингии (991—1012), последний вместе с братом Людовиком представитель Каролингской династии (умер около 1012 года)
- Наср ибн Али — караханидский владетель, завоеватель Мавераннахра

- Роже I Старый — граф Каркассона и граф Кузерана с 957 года (умер около 1012 года)
- Ибн Фаради[англ.] — испанский мувалладский историк
- Фрамонд II[нем.] — граф Санса (996—1012)
- Шамс ал-Маали Кабус ибн Вушмгир[фр.] — зияридский правитель Горгана (977—981, с 997)